# 辉夜姬 (乐队)
辉夜姬（日語：かぐや姫）是一支成立于1970年的日本民谣、流行、摇滚乐队。
该乐队的第二代成员有三人，分別是南高节（声乐、吉他）、伊势正三（声乐、吉他）、山田嗣人（声乐、贝斯）。他们的突破性单曲是发行于1973年9月的《神田川》，该曲曾登上Oricon公信榜首位，至今依然是该乐队最成功的单曲，共售出了160万份唱片。